# Tomás Berlanga
Tomás Berlanga García (n. Requena, Provincia de Valencia, 1 de septiembre de 1926 † ¿? de 2010, ibíd) fue un comerciante y político español de la Comunidad Valenciana. Desde el año 1961 ocupó diversos cargos políticos en el gobierno de Requena como concejal y teniente de alcalde (1961-1978) y hasta que el 25 de abril de 1979 obtuvo la alcaldía hasta el 24 de abril de 1983.
También en medio de su legislatura fue diputado provincial en la Diputación Provincial de Valencia entre los años 1980 y 1983.

## Biografía
Nacido en Requena (Provincia de Valencia) el 1 de septiembre del año 1926.
Toda su familia era nautural de Requena. Tomás Berlanga era de profesión agricultor aunque años más adelante se dedicó a la política en 1975 ingresó en la Unión de Centro Democrático que fue el partido político con el que fue alcalde de Requena.

## Gobierno en Requena
En 1960 Tomás Berlanga entró formando parte del gobierno municipal en el ayuntamiento de Requena presidido por el que era alcalde del municipio (José María Viana).
En las elecciones municipales del año 1961, Tomás Berlanga fue elegido por la Organización municipal de España durante el régimen franquista (el Tercio de Representación Familiar) y gracias a ello obtuvo su primer cargo político en Requena, tomando posesión el día 5 de febrero del año 1961, siendo designado cuarto Teniente de Alcalde de Requena y también fue Presidente de la Comisión de Gobernación. Seis años más tarde dejó los dos cargos el día 5 de febrero del año 1967.
Nuevamente siguió obteniendo cargos siendo elegido Concejal, esta vez fue elegido por el Tercio de entidades y tomó posesión de su cargo el día 3 de febrero del año 1974 y del mismo cargo fue designado tercer Teniente de Alcalde.
Después el día 23 de abril de 1977, por Decreto de Alcaldía dejó de ser tercer Teniente de Alcalde para ascender y asignarle el cargo de Primer Teniente de Alcalde de Requena.

### Alcalde de Requena
En el año 1979, en fechas muy próximas a las elecciones municipales el que era el actual alcalde de Requena (José María Viana), presentó su dimisión pero sus funciones eran ser alcalde hasta que sea elegido un nuevo titular elegido como alcalde del municipio requenense y dejó a Tomás Berlanga al frente del partido UCD de Requena convirtiéndose en candidato a la alcaldía.
Tras las Elecciones municipales de España de 1979 celebradas el día 25 de abril de 1979, Tomás Berlanga fue elegido por imperativo legal y pasó a ser el nuevo alcalde de Requena y pasa a desempeñar la Alcaldía.

"Yo antes que nada y por encima de todo soy Alcalde de Requena y que para mí la política está en segundo plano."
Tomás Berlanga

#### Equipo de gobierno (1979-1983)
| Alcalde y Concejales            |
| ------------------------------- |
| Tomás Berlanga García (Alcalde) |
| Concejales                      |
| Luis N. García García           |
| Rafael Gil Roda                 |
| Mariano Laguna Sánchez          |
| Mercedes Peris Chanzá           |
| Francisco Martínez Zahonero     |
| Eladio García Novella           |
| Manuel Ibánez Giménez           |
| José Pardo Martínez             |

Tomás Berlanga, tras el final de su primera legislatura se presentó con su partido político (UCD) a las Elecciones municipales españolas de 1983 celebradas el día 25 de abril de 1983, elecciones que ganó por mayoría absoluta con un 55,33% de votos y consiguiendo 10 escaños, por delante del PSOE y de Alianza Popular.
En mitad de esta legislatura como alcalde, Tomás Berlanga tuvo que renunciar a la alcaldía por motivos de salud y fue sustituido en el cargo por Regino Díez Jalón que fue el nuevo alcalde.

### Diputado provincial
Tras haber sido elegido por primera vez como alcalde de Requena en el año 1979, al pasar unos meses, Tomás Berlanga, fue elegido diputado provincial en la Diputación Provincial de Valencia, estando presidida por Manuel Girona y Rubio (1979-1983), y hasta que dejó su cargo de diputado provincial y de alcalde en el año 1983.

### Actuaciones sobre su mandato
Durante estos años atrás Requena era un pueblo que no tenía muchas calles y debido a eso era un pequeño pueblo, pero tras el paso de Tomás Berlanga por la alcaldía, se hicieron muchas remodelaciones y mejoras tanto en muchas de sus aldeas como en especial Requena que gracias a eso se convirtió en un pueblo mucho más grande debido a la construcción de nuevas calles, plazas, etc.
Las obras realizadas fueron: el pavimento de superficies que sobrepasarán los 70 o 75.000 metros cuadrados. Como la pavimentación y repavimentación de numerosas calles de Requena como la Calle del Peso, la Plaza España, la Calle del Carmen, Músico Sosa, Antonio Pérez, Pérez Galdós y otras más con sus correspondientes aceras y la primera pavimentación de las calles Talega, Juan XXIII y diversas calle más pequeñas así como también la restauración de las aceras de la calle Constitución. Y se hizo nueva la Avenida de Nicanor Armero, además de los trozos que faltan en las avenidas de Cirilo Cánovas, Lamo de Espinosa y General Pereira. 
Se hicieron reformas de modernización de la Avenida del General Varela, la urbanización de esta avenida, con bancos, jardines, papeleras y farolas.
En cuanto al Museo Municipal de Requena, las obras que se realizaron fueron: la limpieza de todas la piedras nobles de los claustros y de la fachada, en la cual también se hizo alguna modificación. Se habilitado tres salas nuevas y se reacondicionarón las que ya existían en la Sección de Etnografía, con nuevas instalaciones y valiosas prendas.
El Museo del Vino se amplió con nuevas adquisiciones de botellas y nuevas vitrinas. Se procedieron a las restauraciones en los ventanales del claustro, de las puerta de acceso al patio central, el cual se pintó en su totalidad, así como todos los balcones, puertas y ventanas recayentes al mismo patio central. 
También se han hecho importantes mejoras en el Salón de Actos, para el cual se adquirieron cien sillas.
En distintas dependencias se están colocaron nuevas lámparas y como novedad, se abrieron al público dos nuevas secciones: una de Ciencias Naturales y otra de Diplomática, para lo cual se habilitaron dos salas en la planta baja.
Las obras terminadas de la redacción del Plan parcial para la ejecución del Polígono industrial. 
- La construcción del mercado de abastos.
- Las construcciones de la segunda y tercera fase de acondicionamiento del matadero municipal, que se adecuaron a las nuevas normativas vigentes en Sanidad.
- La ampliación del cementerio municipal con la construcción de 600 nuevos nichos.
- Las modificaciones en las Normas Subsidiarias y Complementarias de Planeamiento de Requena y sus aldeas.
- La construcción de gradas y la instalación de alumbrado en el estadio municipal.
- Las obras de restauración de la Iglesia de San Nicolás de Bari que se adecuó para fines culturales y se construyó una sala de conciertos, conferencias y exposiciones.
- La reparación urgente en la Iglesia de Santa María.
- Y, por último, la ampliación de los servicios públicos en las aldeas.

## Cargos desempeñados
- 4º Teniente de Alcalde de Requena (1961-1967)
- Presidente de la Comisión de Gobernación en Requena (1961-1967).
- Concejal del ayuntamiento (1974-1977).
- 3º Teniente de Alcalde (1974-1977).
- 1º Teniente de Alcalde (1977-1979)
- Presidente de Unión de Centro Democrático de Requena (1979-1983)
- Alcalde de Requena (1979-1983).
- Diputado provincial de la Diputación de Valencia (1979-1983).

## Reconocimientos
El nombre de Tomás Berlanga hace honor al que era llamado Estadio Municipal de Requena convirtiéndose en el Estadio Tomás Berlanga. Había contribuyó a la construcción del campo de fútbol durante su mandato como alcalde. Actualmente el estadio tiene capacidad para 3.500 espectadores, 3.000 sentados y 500 de pie.